# Santo Domingo Ozolotepec
Santo Domingo Ozolotepec là một đô thị thuộc bang Oaxaca, México. Năm 2005, dân số của đô thị này là 962 người.